# Skrypt naukowy
Skrypt naukowy – rodzaj podręcznika stanowiący zbiór wykładów lub syntez wykładów i ćwiczeń. Zwykle autorami są osoby prowadzące wykłady (czy też ćwiczenia) z danej dziedziny. Skrypty bywają na bieżąco aktualizowane i mogą przekształcić się w podręcznik akademicki po zrecenzowaniu i zatwierdzeniu przez radę wydziału uczelni wyższej. 
Skrypty stanowią, podobnie jak podręczniki akademickie, najbardziej syntetyczne źródło wiedzy naukowej dla studenta. Są punktem wyjścia do dalszych lektur i studiów w danej dziedzinie naukowej.